# Гірське (гміна)
Гміна Гірське — колишня (1934—1939 рр.) сільська ґміна Дрогобицького повіту Львівського вооєводства Польської республіки (1918—1939) рр. Центром ґміни було село Гірське.

1 серпня 1934 р. було створено ґміну Гірське в дрогобицькому повіті. До неї увійшли сільські громади: Більче, Гірське, Криниця, Раделичі, Липиці, Саска Камеральна (тепер частина села Мала Горожанна), Угартсберґ (нім. Ugartsberg; колишня німецька колонія, тепер незаселена місцевість «Випучки») .

В 1934 р. територія ґміни становила 133,45 км².  Населення ґміни станом на 1931 рік становило 8067 осіб. Налічувалось 1556 житлових будинків. 

17 січня 1940 р. ґміна включена до Меденицького району.